# Antoniówka Wilczkowska
Antoniówka Wilczkowska – wieś sołecka w Polsce położona w województwie mazowieckim, w powiecie garwolińskim, w gminie Maciejowice.
| SIMC    | Nazwa     | Rodzaj    |
| ------- | --------- | --------- |
| 0680319 | Wygwizdów | część wsi |

Wierni Kościoła rzymskokatolickiego należą do parafii Wniebowzięcia Najświętszej Maryi Panny w Maciejowicach.
W latach 1975–1998 miejscowość administracyjnie należała do województwa siedleckiego.